# Vleermuisvalk
De vleermuisvalk (Falco rufigularis) is een roofvogel uit de familie der valken (Falconidae).

## Verspreiding en leefgebied
Deze soort komt voor van noordelijk Mexico tot noordoostelijk Argentinië en telt drie ondersoorten:
- F. r. petoensis: van Mexico tot westelijk Ecuador.
- F. r. rufigularis: van oostelijk Colombia via de Guyana's tot zuidelijk Brazilië en noordoostelijk Argentinië.
- F. r. ophryophanes: van oostelijk Bolivia tot zuidelijk Brazilië, Paraguay en noordwestelijk Argentinië.

## Status
De grootte van de populatie is in 2019 geschat op 0,5-5 miljoen volwassen vogels. Op de Rode lijst van de IUCN heeft deze soort de status niet bedreigd.